# Skaters Have More Fun, Vol. 1
Skaters Have More Fun, Vol. 1 è una compilation di artisti punk e metal edita da Plattenmeister Records in occasione dei campionati del mondo di skateboard del 1996 che si sono tenuti a Münster, Germania.
I gruppi presenti nella compilation hanno tutti suonato durante l'evento.

## Tracce
1. The Fall - 3:06 (Badtown Boys)
2. Possessed to Skate - 2:31 (Suicidal Tendencies)
3. No Fronts - 3:45 (Dog Eat Dog - Jam Master Jay's Main Edit)
4. Philthy Phil Philanthropist - 3:11 (NOFX)
5. Bonanzard - 2:41 (Fischmob)
6. Same Old Story - 2:43 (Pennywise)
7. Water - 3:15 (Power of Expression)
8. Message of the Bhagavat - 2:59 (Shelter)
9. Apfelkrautsalami - 4:19 (Flugschädel)
10. Attitude - 4:14 (Sepultura)
11. My God Rides a Skateboard - 2:51 (Spermbirds - live)
12. Sun . 4p.M. - 3:02 (Disaster Area)
13. Gegen Den Storm - 4:47 (Such a Surge)
14. Sooner or Later - 3:48 (Cyber Axis)
15. On in the Line - 3:50 (Waltari)
16. Your Jesus - 3:20 (Four Fifty Four Big Block)
17. Red Alert - 4:14 (Thumb)
18. Welcome to the Indiedrome - 4:48 (Leroys)
19. Love Is a Battlefield of Wounded Hearts - 3:00 (Venerea)
20. Give Me Someone I Can Trust - 2:53 (Voodoo Glow Skulls)
21. Heir Konnt das Titus Skates Show Team - 5:07 (A One Team)